# Hilding Tydén
Carl Hilding Tydén, född den 4 januari 1904 i Stockholm, död den 19 juli 1976 i Sundsvall, var en svensk ingenjör. Han var sonson till Eugène Tydén.
Tydén avlade studentexamen 1922 och avgångsexamen från Kungliga tekniska högskolan 1926. Han promoverades till teknologie doktor 1942. Tydén var anställd vid Ingenjörsvetenskapsakademiens kolningslaboratorium 1939–1941. Han övergick till Svenska Cellulosaaktiebolaget 1942, där han var laboratoriechef vid Svartviks sulfitfabrik 1942–1945 och chef för forskningslaboratoriet (knutet till Östrand) i Kubikenborg från 1945. Tydén vilar i sin familjegrav på Norra begravningsplatsen utanför Stockholm.